# Karl Lauterbach (biolog)
Carl (Karl) Adolf Georg Lauterbach (ur. 21 kwietnia 1864 we Wrocławiu, zm. 1 września 1937 w Stabelwitz) – niemiecki biolog i geograf, badacz Nowej Gwinei Niemieckiej.